# Primovula
Primovula is een geslacht van weekdieren uit de klasse van de Gastropoda (slakken).

## Soorten
- Primovula astra Omi & Iino, 2005
- Primovula beckeri (Sowerby III, 1900)
- Primovula fulguris (Azuma & Cate, 1971)
- Primovula panthera Omi, 2008
- Primovula roseomaculata (Schepman, 1909)
- Primovula rosewateri (Cate, 1973)
- Primovula santacarolinensis Cate, 1978
- Primovula tadashigei (Cate, 1973)
- Primovula tropica F. A. Schilder, 1931
- Primovula uvula Cate, 1978